# Jonathan Stroud
Œuvres principales
- Trilogie de Bartiméus
- Série Lockwood & Co.

Jonathan Stroud, né le 27 octobre 1970 à Bedford en Angleterre, est un auteur de fantasy jeunesse britannique.

## Biographie
Jonathan Stroud a commencé à écrire à l'âge de sept ans. Après avoir terminé ses études de littérature anglaise, il devient éditeur de livres pour enfants. En 1990, il publie ses propres travaux et il rencontre rapidement le succès. Sa plus grande réussite fut la trilogie de Bartiméus.

## Œuvres

### Trilogie de Bartiméus
- L'Anneau de Salomon, Albin Michel, coll. « Wiz », 2011 ((en) The Ring of Solomon, 2010)

1. L'Amulette de Samarcande, Albin Michel, coll. « Wiz », 2003 ((en) The Amulet of Samarkand, 2003)  (ISBN 2-226-14331-9)
2. L'Œil du Golem, Albin Michel, coll. « Wiz », 2004 ((en) The Golem's Eye, 2004)  (ISBN 2-226-15298-9)
3. La Porte de Ptolémée, Albin Michel, coll. « Wiz », 2005 ((en) Ptolemy's Gate, 2005)  (ISBN 2-226-15926-6)

### SérieLockwood & Co.
1. L'Escalier hurleur, Albin Michel, coll. « Wiz », 2014 ((en) The Screaming Staircase, 2013)  (ISBN 978-2226257635)Réédition sous le titre Le Manoir de Combe Carey, Albin Michel, coll. « Wiz », 2019,  (ISBN 978-2-226-44033-4)
2. Le Crâne qui murmure, Albin Michel, coll. « Wiz », 2015 ((en) The Whispering Skull, 2014)  (ISBN 978-2226318879)
3. Le Garçon-fantôme, Albin Michel, coll. « Wiz », 2016 ((en) The Hollow Boy, 2015)  (ISBN 978-2226321169)
4. L'Ombre qui parlait aux morts, Albin Michel, coll. « Wiz », 2017 ((en) The Creeping Shadow, 2016)  (ISBN 978-2226397829)
5. (en) The Empty Grave, 2017

### SérieScarlett and Browne
1. Récit de leurs incroyables exploits et crimes, Gallimard Jeunesse, 2022 ((en) The Outlaws, 2021)  (ISBN 978-2-07-515899-2)
2. Récit de leurs prodigieux délits et braquages, Gallimard Jeunesse, 2023 ((en) The Notorious Scarlett and Browne, 2022)  (ISBN 978-2-07-516665-2)

### Ouvrages indépendants
- (en) Justin Credible’s Word Play World, 1994
- Le Trésor du capitaine Rascasse, Gründ, 1997 ((en) The Lost Treasure of Captain Blood, 1996)  (ISBN 2-700-04367-7)
- (en) The Viking Saga of Harri Bristlebeard, 1997
- (en) The Hare and the Tortoise, 1998
- (en) Walking through the Jungle, 1998
- (en) The Little Red Car, 1999
- (en) Alfie’s Big Adventure, 1999
- (en) Buried Fire, 1999
- (en) Little Spike and Long Tail, 2000
- (en) Goldilocks and the Three Bears, 2000
- (en) Ancient Rome: A Guide to the Glory of Imperial Rome, 2000
- (en) The Leap, 2001
- (en) The Last Siege, 2003
- (en) Life and Times in Ancient Rome, 2008
- Les Héros de la vallée, Albin Michel, coll. « Wiz », 2009 ((en) Heroes of the Valley, 2009)
- (en) The Ghost of Shadow Vale, 2009